# The Secret of the Miser's Cave
The Secret of the Miser's Cave è un cortometraggio muto del 1912 diretto da George Melford. Prodotto dalla Kalem Company e interpretato da Carlyle Blackwell e Alice Joyce, il film uscì nelle sale il 12 aprile 1912.

## Produzione
Il film, prodotto dalla Kalem Company, fu girato a Glendale, in California.

## Distribuzione
Distribuito dalla General Film Company, il film - un cortometraggio in una bobina - uscì nelle sale USA il 12 aprile 1912.